# 2009년 대한민국
다음은 2009년 대한민국에서 일어났던 사건들을 정리해 놓은 문서이다.

## 재임자
제6공화국 (이명박 정부)
- 대통령 : 이명박
- 국무총리 : 한승수 (~9월 28일), 정운찬 (9월 29일~)

## 사건

### 4월~6월
- 4월 30일 - 박연차 게이트 수사와 관련하여 전임 노무현 전 대통령이 대검찰청에 피의자 신분으로 출석한다.

### 7월~9월
- 8월 7일 - 인천세계도시축전이 개막하였다.
- 8월 25일 - 나로호 1차 발사가 실패하였다. 이륙후 페어링 분리 문제로 탑재 위성이 목표궤도에 진입하지 못하였다.

### 10월~12월
- 10월 19일 - 국내 최장 인천대교가 개통되어 차량 통행을 시작하였다.